# Milly-Lamartine
Pour les articles homonymes, voir Milly.
Milly-Lamartine est une commune française située dans le département de Saône-et-Loire, en région Bourgogne-Franche-Comté.

## Géographie

### Climat
Pour des articles plus généraux, voir Climat de la Bourgogne-Franche-Comté et Climat de Saône-et-Loire.
En 2010, le climat de la commune est de type climat océanique altéré, selon une étude du Centre national de la recherche scientifique s'appuyant sur une série de données couvrant la période 1971-2000. En 2020, Météo-France publie une typologie des climats de la France métropolitaine dans laquelle la commune est dans une zone de transition entre le climat semi-continental et le climat de montagne et est dans la région climatique Bourgogne, vallée de la Saône, caractérisée par un bon ensoleillement (1 900 h/an), un été chaud (18,5 °C), un air sec au printemps et en été et des vents faibles.
Pour la période 1971-2000, la température annuelle moyenne est de 10,7 °C, avec une amplitude thermique annuelle de 17,6 °C. Le cumul annuel moyen de précipitations est de 830 mm, avec 10,9 jours de précipitations en janvier et 7 jours en juillet. Pour la période 1991-2020, la température moyenne annuelle observée sur la station météorologique de Météo-France la plus proche, « Mâcon », sur la commune de Charnay-lès-Mâcon à 8 km à vol d'oiseau, est de 12,3 °C et le cumul annuel moyen de précipitations est de 833,7 mm. 
La température maximale relevée sur cette station est de 39,8 °C, atteinte le 13 août 2003 ; la température minimale est de −21,4 °C, atteinte le 15 février 1956,,.
Les paramètres climatiques de la commune ont été estimés pour le milieu du siècle (2041-2070) selon différents scénarios d'émission de gaz à effet de serre à partir des nouvelles projections climatiques de référence DRIAS-2020. Ils sont consultables sur un site dédié publié par Météo-France en novembre 2022.

## Urbanisme

### Typologie
Au 1er janvier 2024, Milly-Lamartine est catégorisée commune rurale à habitat dispersé, selon la nouvelle grille communale de densité à sept niveaux définie par l'Insee en 2022.
Elle appartient à l'unité urbaine de La Roche-Vineuse, une agglomération intra-départementale regroupant trois  communes, dont elle est une commune de la banlieue,,. Par ailleurs la commune fait partie de l'aire d'attraction de Mâcon, dont elle est une commune de la couronne,. Cette aire, qui regroupe 105 communes, est catégorisée dans les aires de 50 000 à moins de 200 000 habitants,.

### Occupation des sols
L'occupation des sols de la commune, telle qu'elle ressort de la base de données européenne d’occupation biophysique des sols Corine Land Cover (CLC), est marquée par l'importance des territoires agricoles (70 % en 2018), en diminution par rapport à 1990 (84,4 %). La répartition détaillée en 2018 est la suivante : 
cultures permanentes (38,1 %), zones agricoles hétérogènes (31,9 %), forêts (16,8 %), zones urbanisées (11,4 %), milieux à végétation arbustive et/ou herbacée (1,8 %). L'évolution de l’occupation des sols de la commune et de ses infrastructures peut être observée sur les différentes représentations cartographiques du territoire : la carte de Cassini (XVIIIe siècle), la carte d'état-major (1820-1866) et les cartes ou photos aériennes de l'IGN pour la période actuelle (1950 à aujourd'hui).

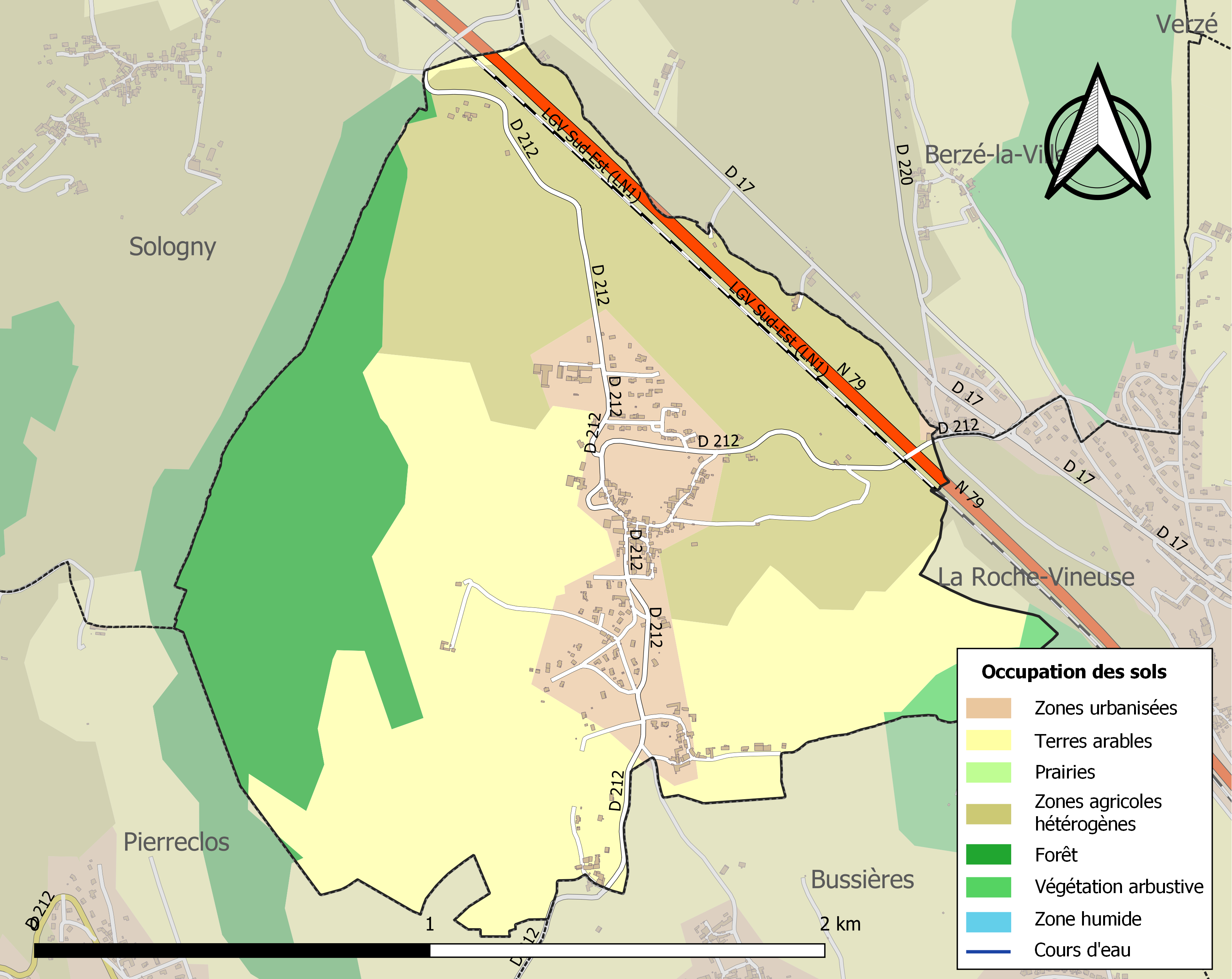
Carte des infrastructures et de l'occupation des sols de la commune en 2018 (CLC).

## Toponymie
Milly-Lamartine est un exemple connu parmi les rares cas où un nom de commune honore un homme célèbre, Lamartine a passé une grande partie de son enfance à Milly.

## Histoire
Ancien « Milliacum ». Mentionné aux Xe et XIe siècles.
Le nom de Lamartine a été adjoint à celui de Milly en 1902.

## Politique et administration

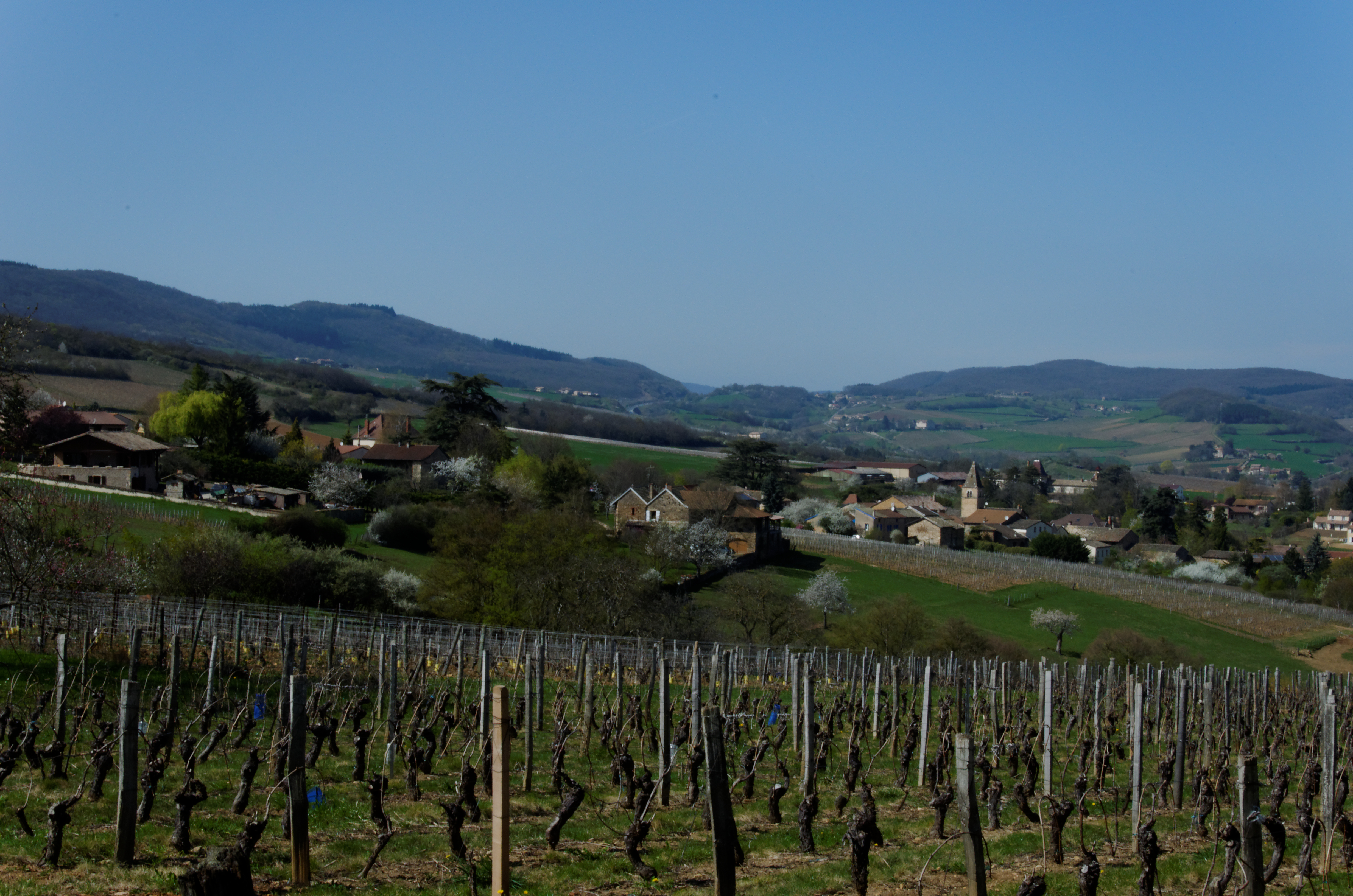
Vue de Milly-Lamartine au printemps.

| Période                                  | Période   | Identité         | Étiquette | Qualité |
| ---------------------------------------- | --------- | ---------------- | --------- | ------- |
| mars 2014                                | en cours  | Robert Casenove  | SE        |         |
| 2001                                     | mars 2014 | François Aucagne | SE        |         |
| juin 1995                                | mars 2001 | Gérard Serre     | SE        |         |
| mars 1989                                | juin 1995 | Daniel Berlion   | SE        |         |
| mars 1983                                | mars 1989 | Georges Barrel   | PCF       |         |
| mars 1977                                | mars 1983 | Gilles Foatelli  | SE        |         |
| Les données manquantes sont à compléter. |           |                  |           |         |

## Démographie
L'évolution du nombre d'habitants est connue à travers les recensements de la population effectués dans la commune depuis 1793. Pour les communes de moins de 10 000 habitants, une enquête de recensement portant sur toute la population est réalisée tous les cinq ans, les populations de référence des années intermédiaires étant quant à elles estimées par interpolation ou extrapolation. Pour la commune, le premier recensement exhaustif entrant dans le cadre du nouveau dispositif a été réalisé en 2007.

En 2022, la commune comptait 339 habitants, en évolution de −1,17 % par rapport à 2016 (Saône-et-Loire : −1,06 %, France hors Mayotte : +2,11 %).
| 1793 | 1800 | 1806 | 1821 | 1831 | 1836 | 1841 | 1846 | 1851 |
| ---- | ---- | ---- | ---- | ---- | ---- | ---- | ---- | ---- |
| 340  | 372  | 396  | 385  | 392  | 347  | 400  | 392  | 390  |

| 1856 | 1861 | 1866 | 1872 | 1876 | 1881 | 1886 | 1891 | 1896 |
| ---- | ---- | ---- | ---- | ---- | ---- | ---- | ---- | ---- |
| 370  | 378  | 372  | 373  | 366  | 364  | 361  | 302  | 310  |

| 1901 | 1906 | 1911 | 1921 | 1926 | 1931 | 1936 | 1946 | 1954 |
| ---- | ---- | ---- | ---- | ---- | ---- | ---- | ---- | ---- |
| 295  | 292  | 281  | 240  | 232  | 212  | 180  | 177  | 171  |

| 1962 | 1968 | 1975 | 1982 | 1990 | 1999 | 2006 | 2007 | 2012 |
| ---- | ---- | ---- | ---- | ---- | ---- | ---- | ---- | ---- |
| 135  | 165  | 188  | 206  | 273  | 305  | 304  | 304  | 348  |

| 2017 | 2022 | - | - | - | - | - | - | - |
| ---- | ---- | - | - | - | - | - | - | - |
| 330  | 339  | - | - | - | - | - | - | - |

## Lieux et monuments
- Village fleuri : trois fleurs.

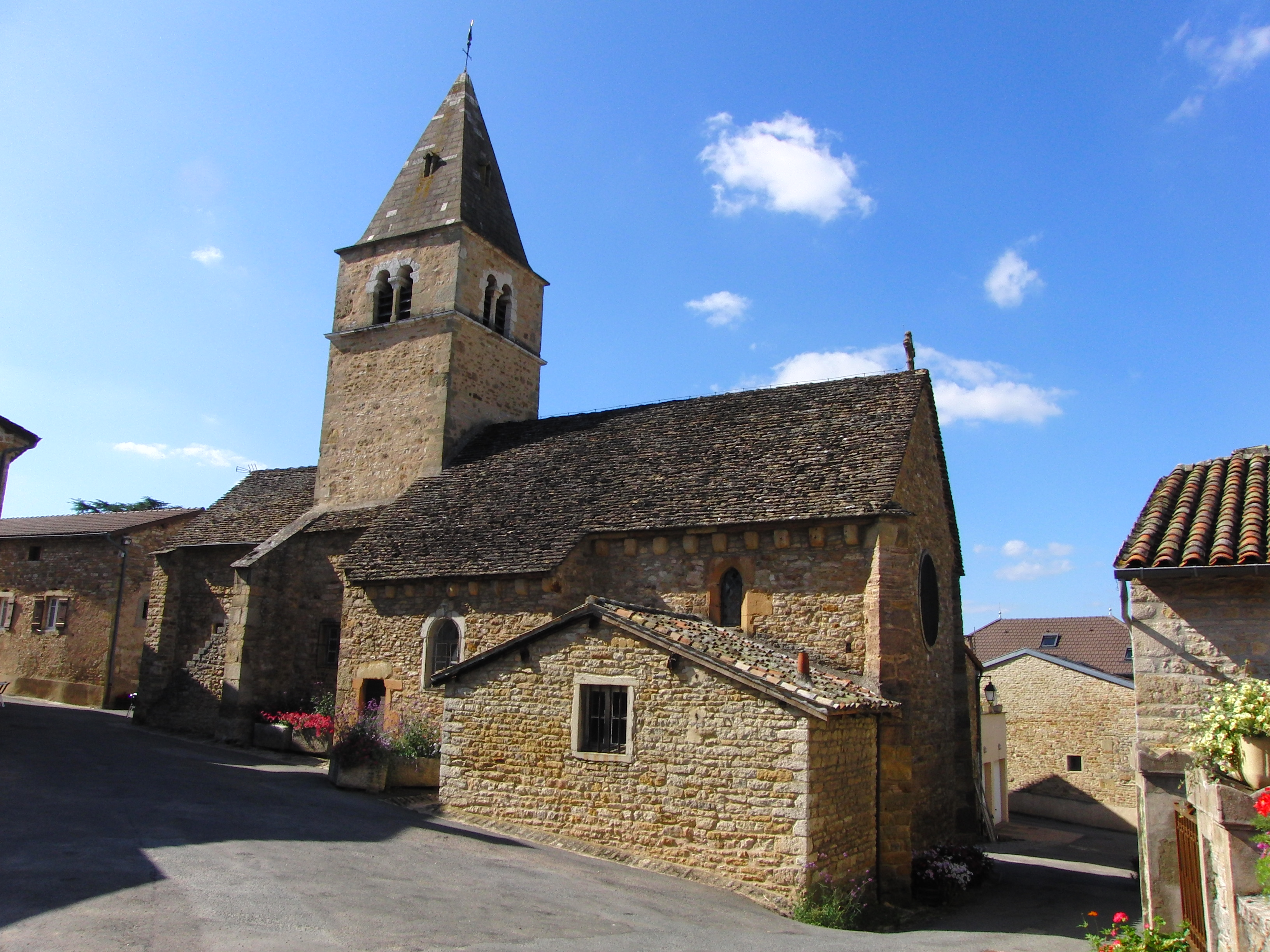
Église de Milly-Lamartine.

- Le château de Milly, maison d'Alphonse de Lamartine[19].
- L'église romane Saint-Jacques-le-Majeur, bâtie au XIIe siècle.
- Le buste en bronze d'Alphonse de Lamartine, œuvre de Claudius Chamonard, fondu en 1896, visible sur l'esplanade de la mairie[20].

## Personnalités liées à la commune
- Alphonse de Lamartine, écrivain français du XIXe siècle né à Mâcon en 1790 (au n° 18 de la rue des Ursulines), qui passa son enfance à Milly[21] ; il fut obligé de vendre cette maison familiale en 1860.

## Culte
Milly-Lamartine appartient à l'une des sept paroisses composant le doyenné de Mâcon (doyenné relevant du diocèse d'Autun) : la paroisse Saint-Vincent en Val-Lamartinien, paroisse qui a son siège à La Roche-Vineuse et qui regroupe quinze villages du Mâconnais.

## Film tourné à Milly-Lamartine
- 1941 : Sur les chemins de Lamartine de Jean Tedesco.
- 1976 : Le Plein de super d'Alain Cavalier.

## Pour approfondir